# José Rafael Calva
José Rafael Calva Pratt (Ciudad de México, 7 de octubre de 1953-Nueva York, 20 de septiembre de 1997) fue un escritor y periodista mexicano.

## Trayectoria
Cursó la carrera de Ciencias y Técnicas de la Información en la Universidad Iberoamericana de la Ciudad de México y pronto comenzó a ejercer el periodismo en medios impresos. Dedicó sus primeras columnas a criticar la administración del entonces presidente José López Portillo, no sin ser blanco de intimidaciones por ello. En 1978, ganó el segundo concurso de cuento de la revista La Palabra y el Hombre con el relato "Allegro ma non tropo" y en 1979 se novela Utopía gay obtuvo el segundo lugar del concurso de novela "50 años de El Nacional".
Más tarde, fue columnista del suplemento Sábado del periódico Unomásuno, a la par de colaborador activo en otras publicaciones, y en 1982 fue becario del programa INBA/FONAPAS. Al año siguiente, en entrevista con Luis Spota para su programa de radio La hora 25, discutió abiertamente su homosexualidad y la detección de los primeros casos de VIH/sida en México. Es en esta misma época cuando se suceden las únicas ediciones de sus tres libros publicados en vida: Variaciones y fuga sobre la clase media (1980) y las novelas Utopía gay (1983) y El jinete azul (1985). 
En los años 80 emigró a los Estados Unidos y se instaló finalmente en Washington D. C., donde residiría por el resto de su vida. Allí se incorporó al activismo local contra el VIH/sida y participó activamente en la atención y canalización de pacientes en la Clínica Whitman-Walker. Hacia 1992, fue diagnosticado con VIH y falleció el 20 de septiembre de 1997, por complicaciones derivadas de su enfermedad.

## Obra selecta
- Variaciones y fuga sobre la clase media (1980)
- Utopía gay (1983)
- El jinete azul (1985)